# Ocișor, Hunedoara

Ocișor este un sat în comuna Vața de Jos din județul Hunedoara, Transilvania, România.
Biserica de lemn „Adormirea Maicii Domnului” din sat a fost declarată monument istoric.

## Lăcașuri de cult

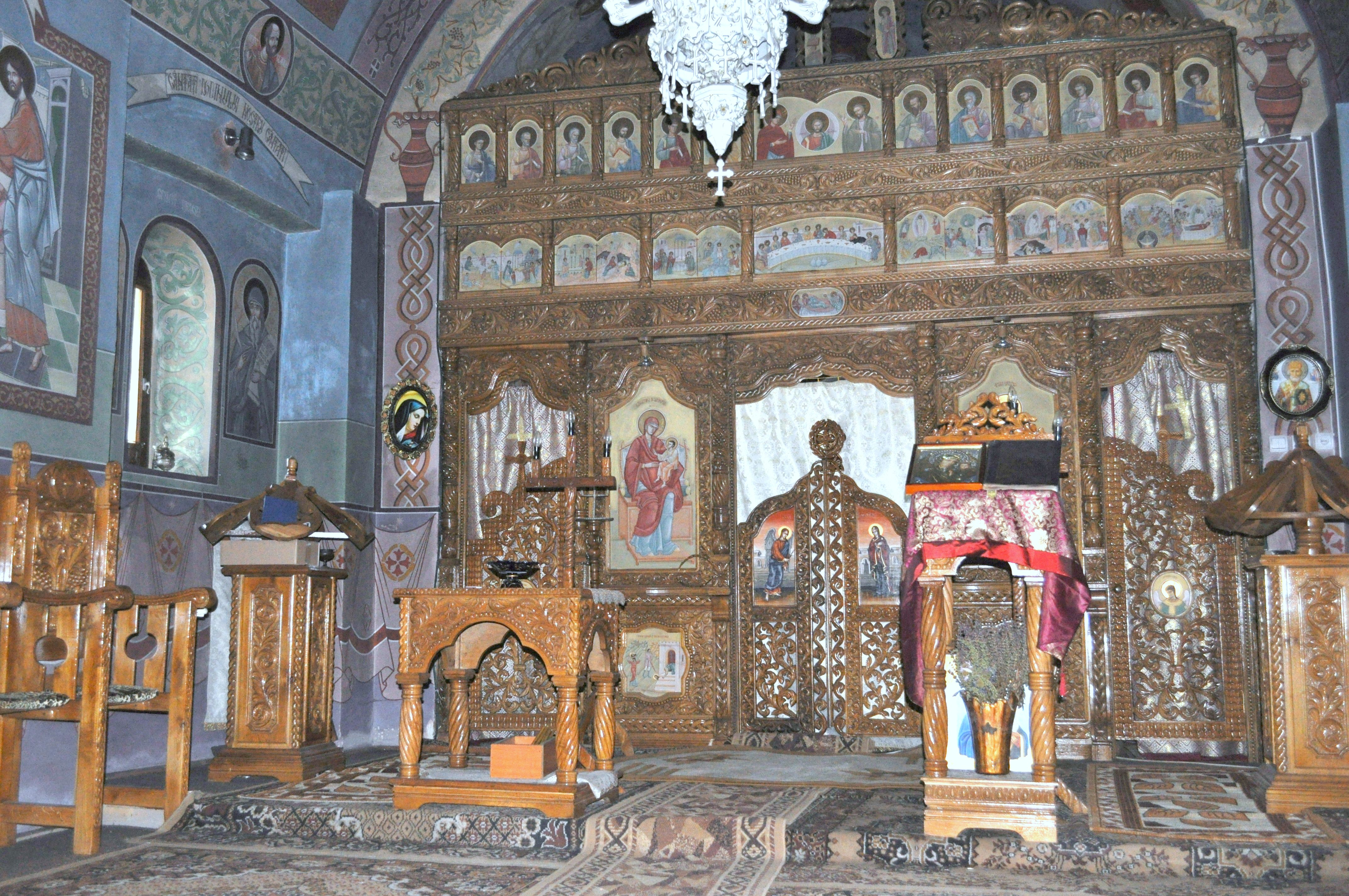
Biserica de zid „Sfinții Arhangheli Mihail și Gavriil” (interior)

Biserica „Sfinții Arhangheli Mihail și Gavriil” din satul Ocișor a fost construită în trei etape distincte: 1964-1967, 1978 și 1990-2004. Lăcașul, pictat în 2004 de Viorel Țigu din Arad, este o copie arhitecturală fidelă a vechii ctitorii de lemn din secolul al XVIII-lea, ridicată doar la câțiva metri mai spre sud. Este vorba de un edificiu de plan dreptunghiular de mici dimensiuni, cu absida pentagonală decroșată, singura diferență o constituie fleșa ascuțită a turnului-clopotniță de deasupra unicei intrări apusene. La acoperirea bisericii s-a folosit, în exclusivitate, tabla. Târnosirea s-a făcut la 20 noiembrie 2005.

## Galerie de imagini

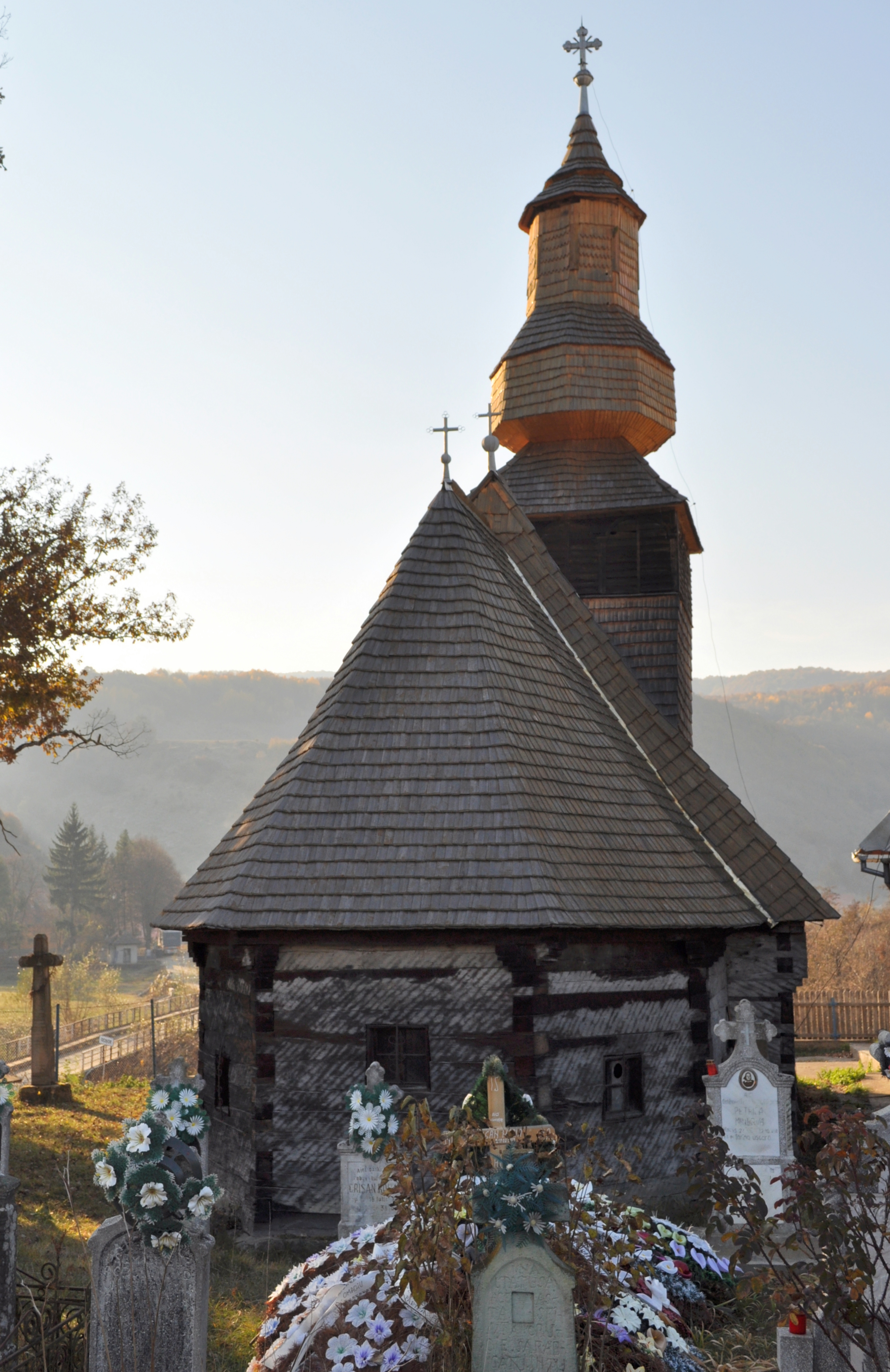
Biserica de lemn „Adormirea Maicii Domnului”
Bisericile „gemene” din Ocișor
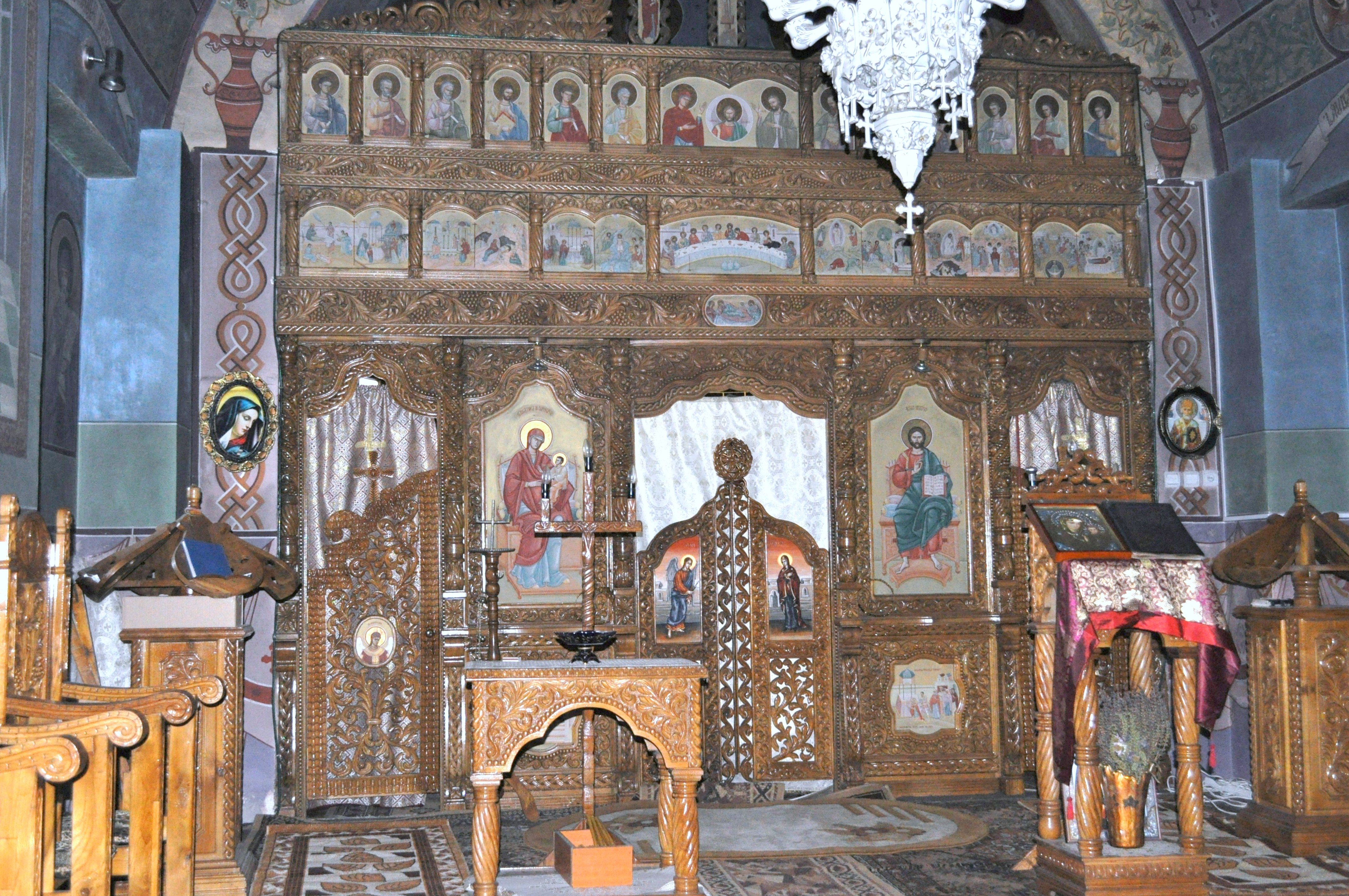
Biserica de zid „Sfinții Arhangheli Mihail și Gavriil” (interior)